# Hopan
Hopanul este un compus organic natural din categoria triterpenelor pentaciclice. Derivații acestuia sunt cunoscuți sub numele de hopanoizi. Primul derivat descoperit a fost hidroxihopanona, în rășina dammar. Denumirea provine de la numele genului Hopea, ce conține arborii din care se obține rășina dammar.